# NoteCards
NoteCards – system hipertekstowy opracowany w 1984 r. w Xerox PARC, przez Randalla Trigga, Franka Halasza i Thomasa Morana. Był w dużej mierze rezultatem przemyśleń Trigga zawartych w jego doktoracie z dziedziny hipertekstu.
System został oparty na czterech podstawowych obiektach: kartach z notatkami, hiperłączach, przeglądarce i kartoteki (ang. „filebox”). Rozmiary okien można było zmieniać, ale nie można ich było przewijać, wskutek czego model okien nie był w pełni rozwinięty. Przeglądarka miała dostęp do lokalnych i globalnych map danych, było też ponad 40 węzłów obsługujących rozmaite typy mediów.
NoteCards został pierwotnie zaimplementowany w języku Lisp na maszynach Xerox D, z dużymi wyświetlaczami o wysokiej rozdzielczości. Interfejs był sterowany zdarzeniami, istniała możliwość używania przez autorów poleceń w języku LISP do modyfikowania lub tworzenia całkiem nowych typów węzłów. Język programowania pozwalał całkowicie zmienić środowisko pracy NoteCards.
System był dostępny komercyjnie na maszyny Sun Microsystems i inne stacje robocze.